# Iakov Bielopolski
Iakov Borissovitch Bielopolski (en russe : Яков Борисович Белопольский) est un architecte soviétique et russe, né à Kiev le 23 avril 1916 (6 mai dans le calendrier grégorien) et mort à Moscou le 5 mai 1993. Il était membre du Parti communiste de l'Union soviétique depuis 1943 et de l'Académie des Beaux-Arts d'URSS depuis 1983.

## Biographie
Iakov Bielopolski fait ses études à l'Institut d'architecture de Moscou en 1932-1937. Il participe à partir de 1938 à la construction du palais des Soviets.
Après la Seconde guerre mondiale, il participe à la reconstruction du centre ville de Novorossiïsk, avec Boris Iofane.
Il est à l'origine de grands projets monumentaux dont les plus connus sont la statue de la Mère-Patrie à Volgograd sur le mémorial du Kourgane Mamaïev pour commémorer la bataille de Stalingrad qui fut un tournant décisif pour la chute du Troisième Reich en Europe, et la statue du Soldat-libérateur dans le parc de Treptow à Berlin, qui domine le Mémorial soviétique, sculptée par Evgueni Voutchetitch,. 
Il a également dirigé la construction du Grand cirque d'État de Moscou inauguré en 1971.
Mort à Moscou, Iakov Bielopolski est inhumé au cimetière Donskoï.